# Bob Northern
Robert „Bob“ Northern (* 21. Mai 1934 in Kinston, North Carolina; † 31. Mai 2020) war ein US-amerikanischer Jazzmusiker (Waldhorn, Flöte, Perkussion, auch Komposition), der auch unter dem Namen Brother Ah veröffentlichte.

## Leben und Wirken
Northern wuchs in der Bronx auf und studierte in den 1950er-Jahren an der Manhattan School of Music und der Wiener Musikakademie (er war während seines Wehrdienstes in Österreich und Deutschland stationiert). Ende der 1950er Jahre kam er nach New York zurück, wo er zunächst im Metropolitan Opera Orchestra tätig war. Als Sessionmusiker arbeitete er in den 1950er- and 1960er-Jahren mit Musikern wie Donald Byrd, John Coltrane (Africa/Brass), Gil Evans (Great Jazz Standards), Sun Ra, McCoy Tyner, Roland Kirk und dem Jazz Composer’s Orchestra. Ferner spielte er mit Don Cherry, Thelonious Monk, Freddie Hubbard, Miles Davis, Dizzy Gillespie, Eric Dolphy, Quincy Jones, Charlie Haden (Liberation Music Orchestra, 1969) und John Lewis/Gary McFarland (Essence).
Von 1963 bis 1971 lebte Northern in New York City, um sich anschließend in den Sommermonaten 1972–77 zum Studium in Afrika (Ghana, Kenia and Tansania) aufzuhalten. In den 1970er-Jahren nahm er unter eigenem Namen (Z.T. als Brother Ah) mehrere Alben auf wie Sound Awareness (1971, mit Akua Dixon, Max Roach), Move Ever Onward (1975) und Key to Nowhere (1983). Neben dem Waldhorn spielte er in späteren Jahren bei seinen Auftritten auch Perkussion und Flöte.
Von 1970 bis 1974 unterrichtete Northern am Dartmouth College, von 1973 bis 1982 an der Brown University und anschließend an der Levine School of Music in Washington, D.C. Northern war außerdem Gründer des World Music Ensemble, einer Formation, die sich mit afrikanischen, japanischen, spanischen, ostindischen, indianischen und amerikanischen Musiktraditionen beschäftigte, und des The Sounds of Awareness Ensemble, das sich mit Naturklängen beschäftigte. Northern trat als Brother Ah auch in einem wöchentlichen Jazzprogramm, The Jazz Collectors, bei WPFW in Washington auf. Im Bereich des Jazz war er laut Tom Lord zwischen 1959 und 1983 an 64 Aufnahmesessions beteiligt.

## Diskographische Hinweise
- The Thelonious Monk Orchestra at Town Hall (1959)
- Julius Watkins: French Horns for My Lady (Philips, 1962)
- Oliver Nelson: Full Nelson (Verve, 1962)
- Orchestra U. S. A.: Debut (1963)
- Freddie Hubbard: The Body and the Soul (Impulse!, 1963)
- Cal Tjader/Lalo Schifrin: Several Shades of Jade (Verve, 1963)
- Sun Ra: Featuring Pharoah Sanders and Black Harold (ESP-Disk, 1964)
- McCoy Tyner Tender Moments (Blue Note, 1967)
- Andrew Hill: Passing Ships (Blue Note, 1969)
- Sound Awareness (Strata East, 1972)